# Kjell Moe
Kjell Moe (Fredrikstad, 27 ottobre 1909 – 8 dicembre 1999) è stato un calciatore norvegese, di ruolo attaccante.

## Biografia
Era il fratello di Thorleif, Sten e Sverre Moe, anch'essi giocatori di calcio.

## Carriera

### Club
Moe giocò per il Fredrikstad dal 1938 al 1945.

### Nazionale
Conta 2 presenze e una rete per la Norvegia. Esordì il 26 agosto 1945, nella sconfitta per 4-2 contro la Danimarca, partita in cui realizzò una rete.

## Statistiche

### Cronologia presenze e reti in Nazionale
| Cronologia completa delle presenze e delle reti in nazionale ― Norvegia | Cronologia completa delle presenze e delle reti in nazionale ― Norvegia | Cronologia completa delle presenze e delle reti in nazionale ― Norvegia | Cronologia completa delle presenze e delle reti in nazionale ― Norvegia | Cronologia completa delle presenze e delle reti in nazionale ― Norvegia | Cronologia completa delle presenze e delle reti in nazionale ― Norvegia | Cronologia completa delle presenze e delle reti in nazionale ― Norvegia | Cronologia completa delle presenze e delle reti in nazionale ― Norvegia |
| Data                                                                    | Città                                                                   | In casa                                                                 | Risultato                                                               | Ospiti                                                                  | Competizione                                                            | Reti                                                                    | Note                                                                    |
| ----------------------------------------------------------------------- | ----------------------------------------------------------------------- | ----------------------------------------------------------------------- | ----------------------------------------------------------------------- | ----------------------------------------------------------------------- | ----------------------------------------------------------------------- | ----------------------------------------------------------------------- | ----------------------------------------------------------------------- |
| 26-8-1945                                                               | Copenaghen                                                              | Danimarca                                                               | 4 – 2                                                                   | Norvegia                                                                |                                                                         | 1                                                                       |                                                                         |
| 9-9-1945                                                                | Oslo                                                                    | Norvegia                                                                | 1 – 5                                                                   | Danimarca                                                               |                                                                         | -                                                                       |                                                                         |
| Totale                                                                  |                                                                         | Presenze                                                                | 2                                                                       |                                                                         | Reti                                                                    | 1                                                                       |                                                                         |